# Нове Чапле (Любуське воєводство)
Нове Чапле (пол. Nowe Czaple, нім. Neu Tschöpeln, 1936-1945: Birkenstedt/Oberlausitz) — село в Польщі, у гміні Тшебель Жарського повіту Любуського воєводства.
Населення — 528 осіб (2011).
У 1975-1998 роках село належало до Зеленогурського воєводства.

## Демографія
Демографічна структура станом на 31 березня 2011 року:
|          | Загалом | Допрацездатний вік | Працездатний вік | Постпрацездатний вік |
| -------- | ------- | ------------------ | ---------------- | -------------------- |
| Чоловіки | 262     | 64                 | 177              | 21                   |
| Жінки    | 266     | 57                 | 165              | 44                   |
| Разом    | 528     | 121                | 342              | 65                   |